# Grammy Award para Melhor Performance de Dupla/Grupo Pop
O Grammy Award para Melhor Performance de Dupla/Grupo Pop (no original em inglês: Grammy Award for Best Pop Duo/Group Performance) é apresentado pela Academia Nacional de Artes e Ciências de Gravação dos Estados Unidos para "honrar a realização artística, proficiência técnica e excelência geral na indústria fonográfica, sem considerar vendas ou posição nas paradas". A categoria está presente no Grammy Awards desde a 54.ª cerimônia e combinou as categorias anteriores de Melhor Colaboração Pop com Vocais, Melhor Performance Pop por uma Dupla ou Grupo com Vocais e Melhor Performance Instrumental de Pop.
A reestruturação destas categorias resultou da vontade da Academia de Gravação de diminuir a lista de categorias e prêmios e de eliminar as distinções entre colaborações e duplas ou grupos. O prêmio vai para o intérprete. O produtor, arranjador vocal, engenheiro e compositor pode se candidatar a um Certificado de Vencedor (Winner Certificate).
Lady Gaga é a artista que mais venceu esta categoria, com três vitórias ao todo. Por outro lado, Coldplay possui o maior número de nomeações, com cinco indicações.

## Vencedores e indicados
Nas tabelas a seguir, os anos são listados como o de realização da cerimônia de entrega do prêmio.

### Década de 2010
| Ano  | Vencedores                                                | Trabalho                       | Indicados | Ref.   |
| ---- | --------------------------------------------------------- | ------------------------------ | --- | ------ |

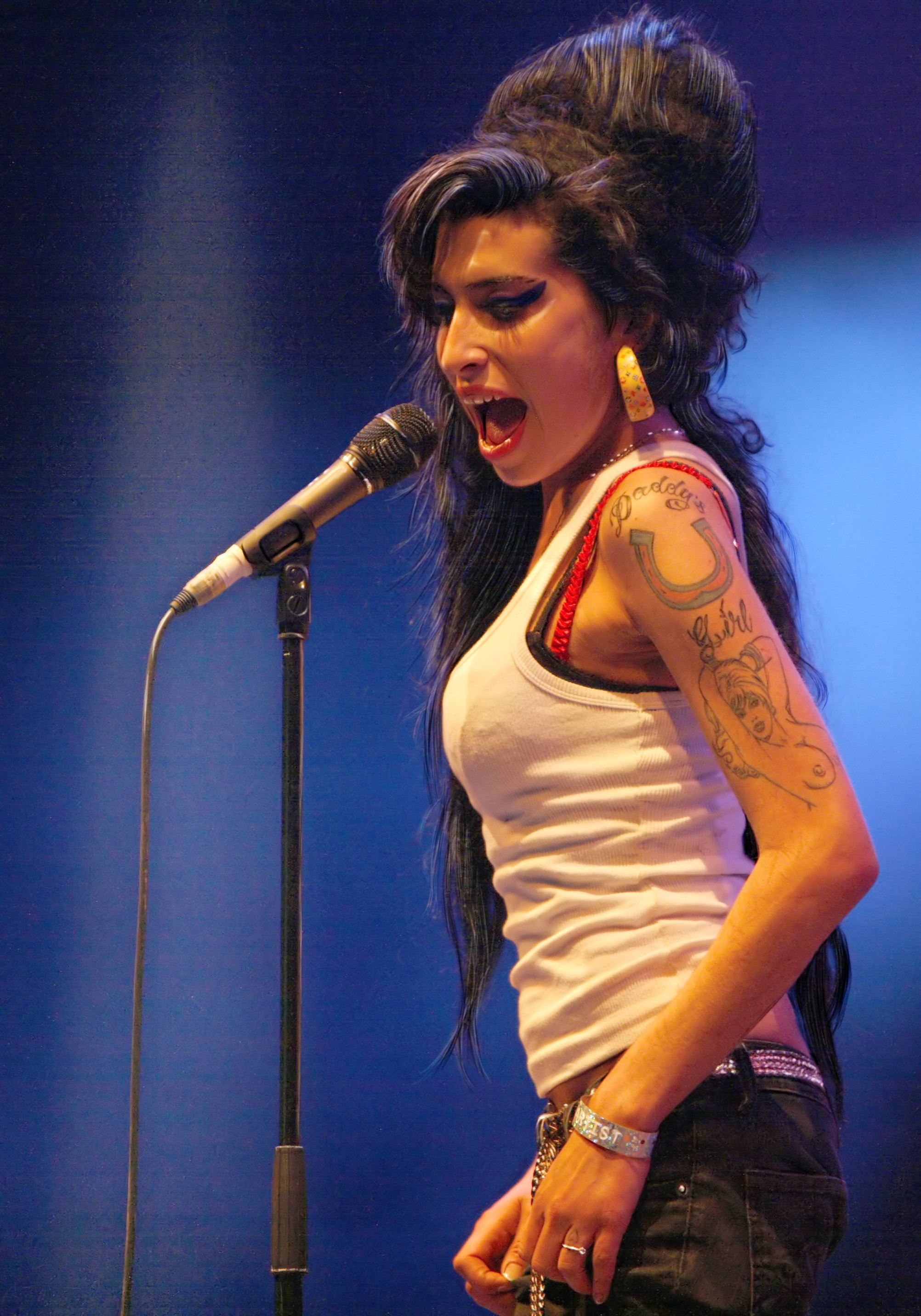
Amy Winehouse, vencedora inaugural, recebeu seu primeiro prêmio póstumo por "Body and Soul" com Tony Bennett na edição de 2012.

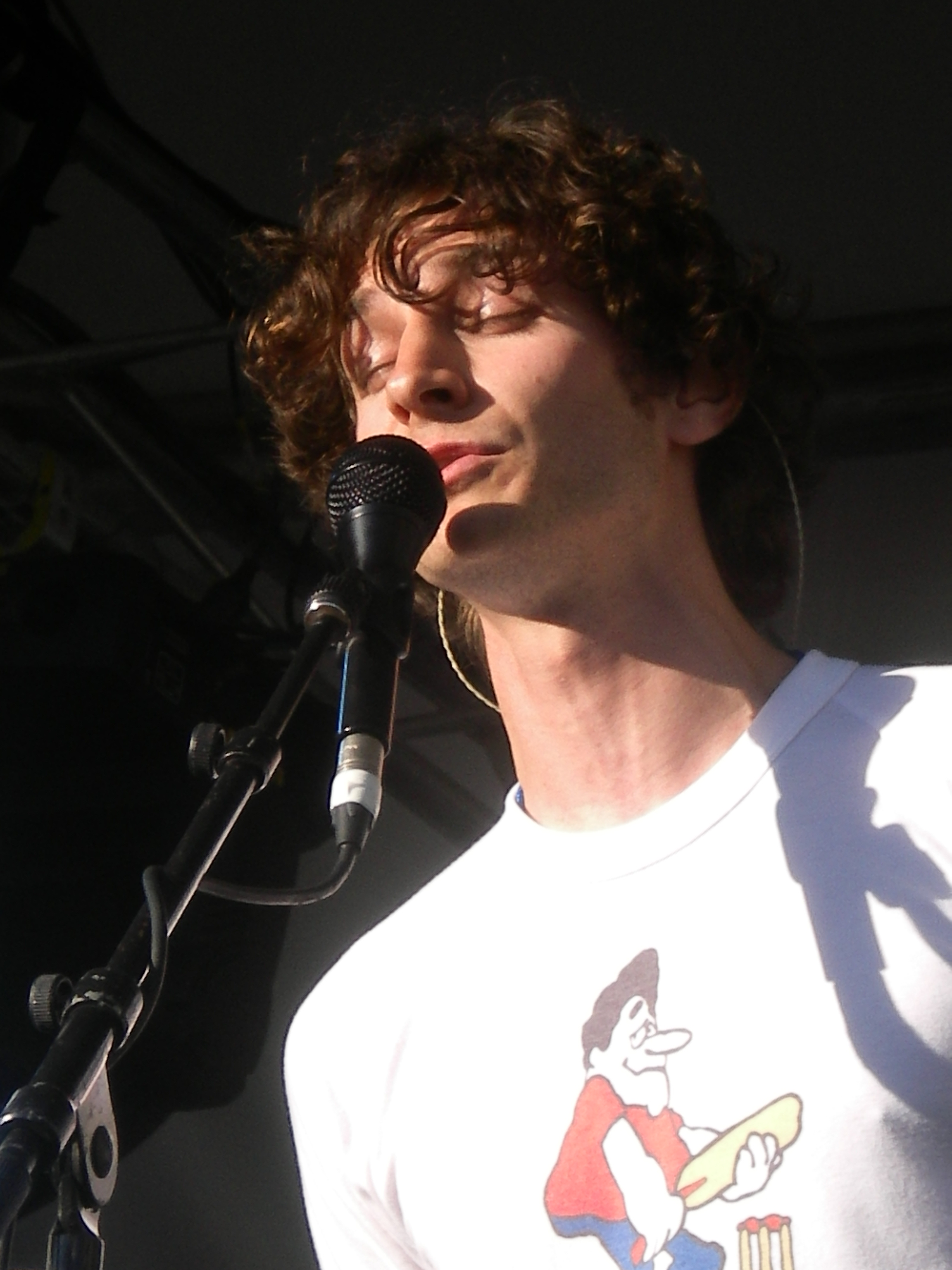
"Somebody That I Used to Know", de Gotye com Kimbra, vencedores de 2013, também ganhou o prêmio de Gravação do Ano.

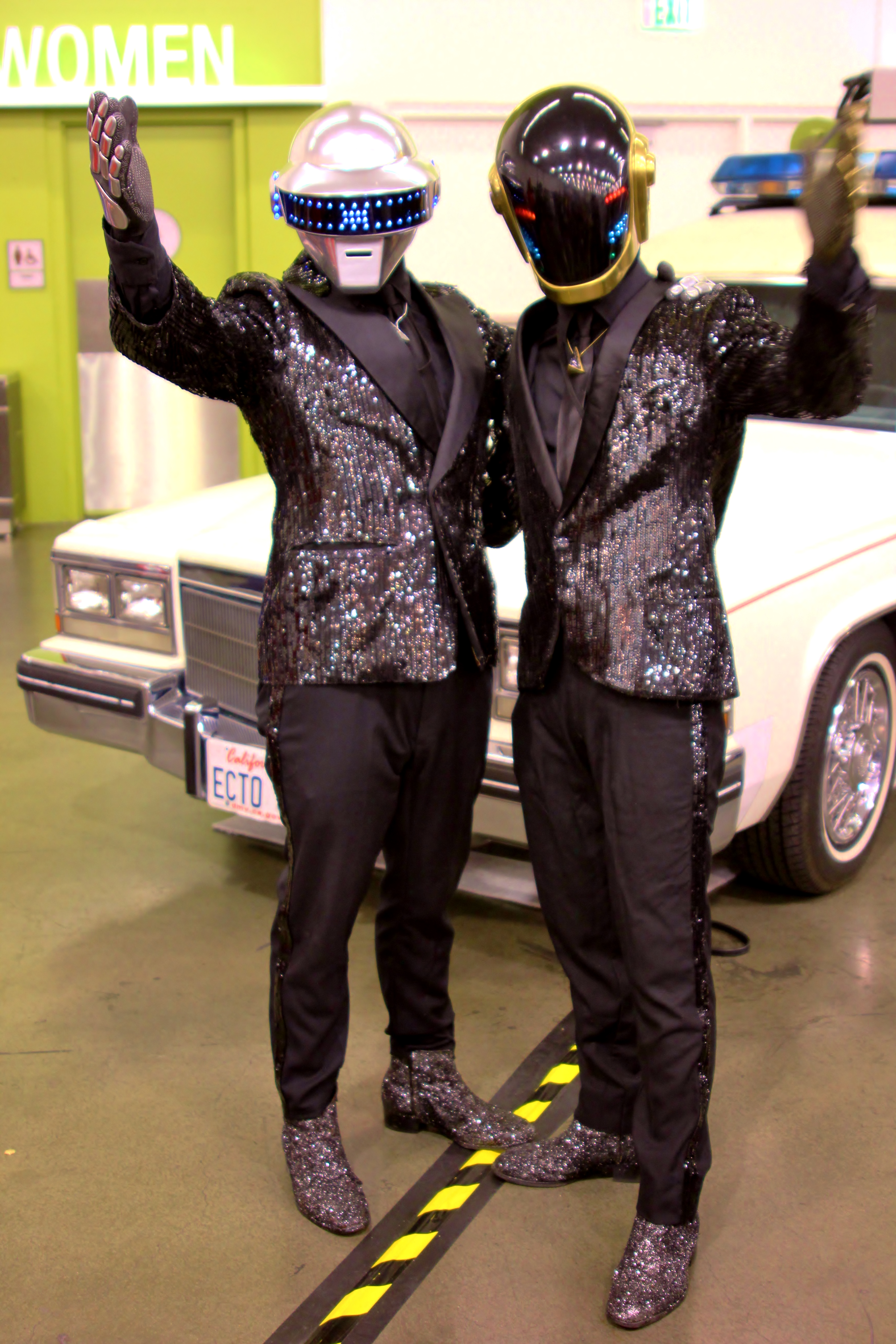
"Get Lucky", de Daft Punk com Pharrell Williams e Nile Rodgers, vencedores de 2014, também ganhou o prêmio de Gravação do Ano.

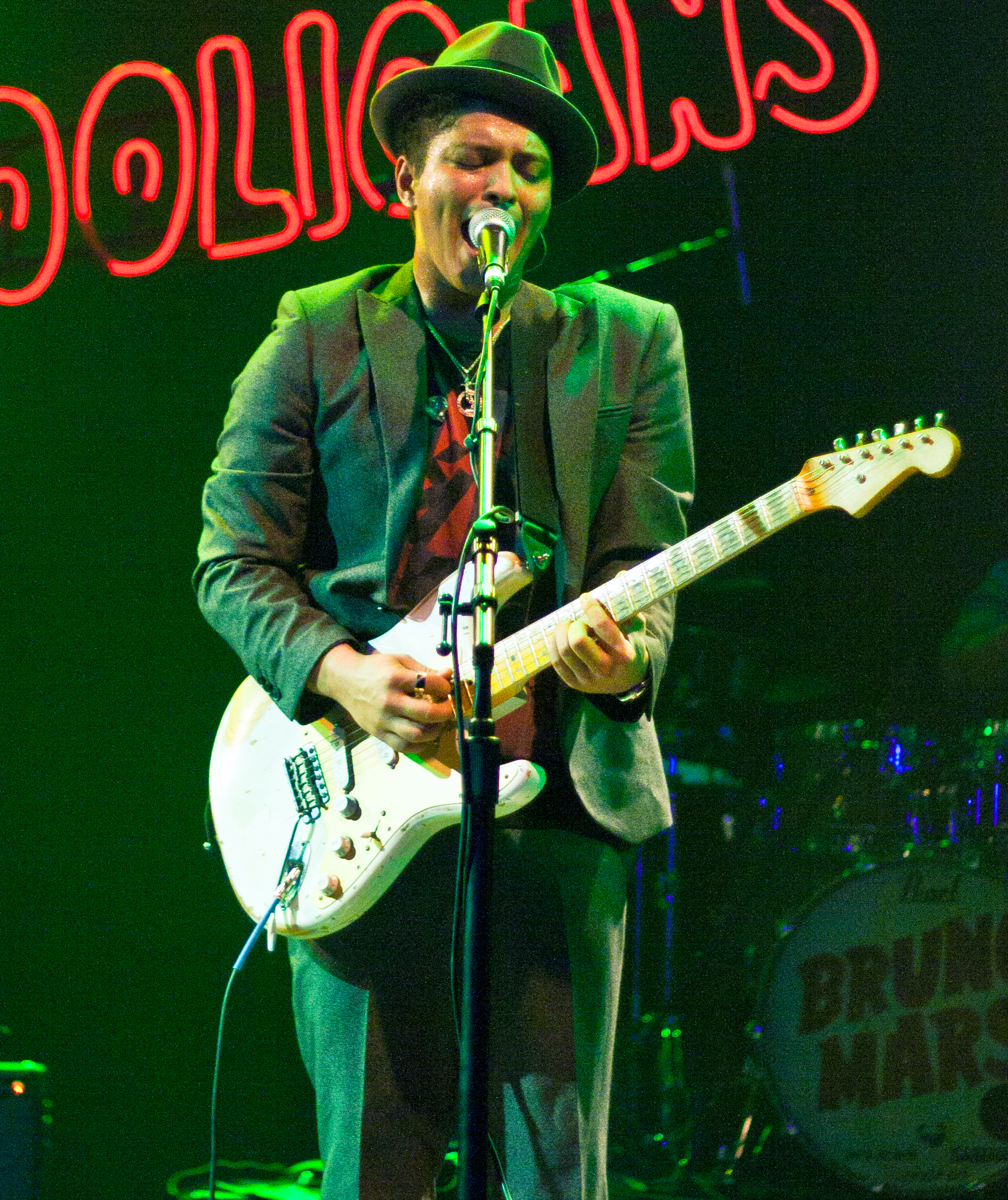
Bruno Mars venceu esta categoria as duas vezes em que concorreu: por "Uptown Funk" de Mark Ronson em 2016 (pela qual também levou o prêmio de Gravação do Ano) e por "Die with a Smile" com Lady Gaga em 2025.

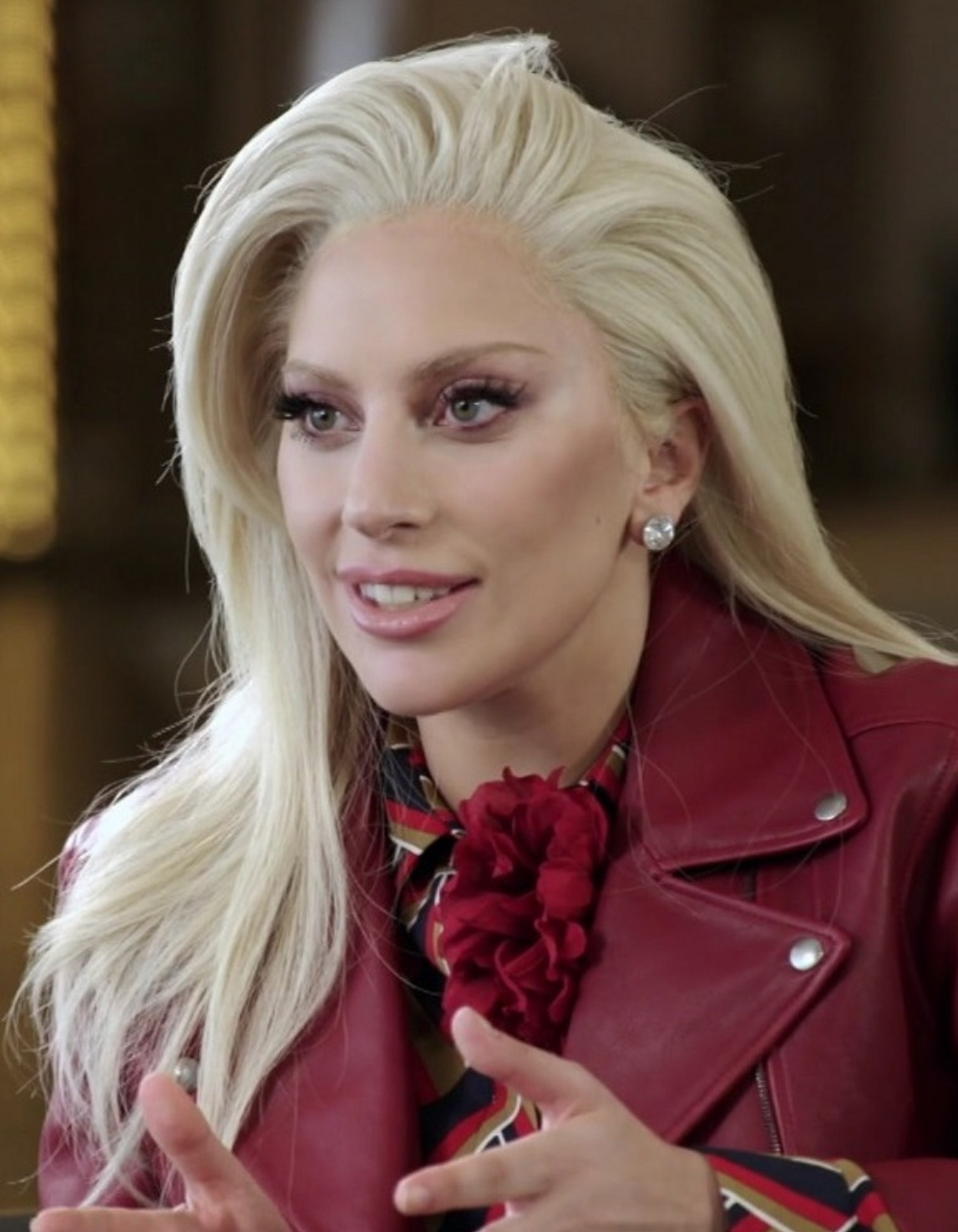
Lady Gaga recebeu quatro indicações, sendo a primeira artista a ganhar este prêmio três vezes: por "Shallow" com Bradley Cooper em 2019, por "Rain on Me" com Ariana Grande em 2021 e por "Die with a Smile" com Bruno Mars em 2025.

| 2012 | Tony Bennett e Amy Winehouse                              | "Body and Soul"                | - The Black Keys – "Dearest" - Coldplay – "Paradise" - Foster the People – "Pumped Up Kicks" - Maroon 5 (com part. de Christina Aguilera) – "Moves Like Jagger" | [ 4 ]  |
| 2013 | Gotye (com part. de Kimbra)                               | "Somebody That I Used to Know" | - Florence and the Machine – "Shake It Out" - Fun (com part. de Janelle Monáe) – "We Are Young" - LMFAO – "Sexy and I Know It" - Maroon 5 (com part. de Wiz Khalifa) – "Payphone" | [ 5 ]  |
| 2014 | Daft Punk (com part. de Pharrell Williams e Nile Rodgers) | "Get Lucky"                    | - Pink (com part. de Nate Ruess) – "Just Give Me A Reason" - Rihanna (com part. de Mikky Ekko) – "Stay" - Robin Thicke (com part. de T.I. e Pharrell Williams) – "Blurred Lines" - Justin Timberlake (com part. de Jay-Z) – "Suit & Tie"                                                                                             | [ 6 ]  |
| 2015 | A Great Big World e Christina Aguilera                    | "Say Something"                | - Iggy Azalea (com part. de Charli xcx) – "Fancy" - Coldplay – "A Sky Full of Stars" - Jessie J, Ariana Grande e Nicki Minaj – "Bang Bang" - Katy Perry (com part. de Juicy J) – "Dark Horse" | [ 7 ]  |
| 2016 | Mark Ronson (com part. de Bruno Mars)                     | "Uptown Funk"                  | - Florence and the Machine – "Ship to Wreck" - Wiz Khalifa (com part. de Charlie Puth) – "See You Again" - Maroon 5 – "Sugar" - Taylor Swift (com part. de Kendrick Lamar) – "Bad Blood" | [ 8 ]  |
| 2017 | Twenty One Pilots                                         | "Stressed Out"                 | - The Chainsmokers (com part. de Halsey) – "Closer" - Lukas Graham – "7 Years" - Rihanna (com part. de Drake) – "Work" - Sia (com part. de Sean Paul) – "Cheap Thrills" | [ 9 ]  |
| 2018 | Portugal. The Man                                         | "Feel It Still"                | - The Chainsmokers e Coldplay – "Something Just Like This" - Luis Fonsi e Daddy Yankee (com part. de Justin Bieber) – "Despacito" - Imagine Dragons – "Thunder" - Zedd e Alessia Cara – "Stay" | [ 10 ] |
| 2019 | Lady Gaga e Bradley Cooper                                | "Shallow"                      | - Christina Aguilera (com part. de Demi Lovato) – "Fall in Line" - Backstreet Boys – "Don't Go Breaking My Heart" - Tony Bennett e Diana Krall – "'S Wonderful" - Maroon 5 (com part. de Cardi B) – "Girls Like You" - Justin Timberlake (com part. de Chris Stapleton) – "Say Something" - Zedd, Maren Morris e Grey – "The Middle" | [ 11 ] |

### Década de 2020
| Ano  | Vencedores                               | Trabalho               | Indicados | Ref.   |
| ---- | ---------------------------------------- | ---------------------- | --- | ------ |
| 2020 | Lil Nas X (com part. de Billy Ray Cyrus) | "Old Town Road"        | - Ariana Grande e Social House – "Boyfriend" - Jonas Brothers – "Sucker" - Post Malone e Swae Lee – "Sunflower" - Shawn Mendes e Camila Cabello – "Señorita"                                                                                  | [ 12 ] |
| 2021 | Lady Gaga e Ariana Grande                | "Rain on Me"           | - J Balvin, Dua Lipa, Bad Bunny e Tainy – "Un Dia (One Day)" - Justin Bieber (com part. de Quavo) – "Intentions" - BTS – "Dynamite" - Taylor Swift (com part. de Bon Iver) – "Exile"                                                          | [ 13 ] |
| 2022 | Doja Cat (com part. de SZA)              | "Kiss Me More"         | - Tony Bennett e Lady Gaga – "I Get a Kick Out of You" - Justin Bieber e Benny Blanco – "Lonely" - BTS – "Butter" - Coldplay – "Higher Power"                                                                                                 | [ 14 ] |
| 2023 | Sam Smith e Kim Petras                   | "Unholy"               | - ABBA – "Don't Shut Me Down" - Camila Cabello (com part. de Ed Sheeran) – "Bam Bam" - Coldplay e BTS – "My Universe" - Post Malone (com part. de Doja Cat) – "I Like You (A Happier Song)"                                                   | [ 15 ] |
| 2024 | SZA (com part. de Phoebe Bridgers)       | "Ghost in the Machine" | - Miley Cyrus (com part. de Brandi Carlile) – "Thousand Miles" - Lana Del Rey (com part. de Jon Batiste) – "Candy Necklace" - Labrinth (com part. de Billie Eilish) – "Never Felt So Alone" - Taylor Swift (com part. de Ice Spice) – "Karma" | [ 16 ] |
| 2025 | Lady Gaga e Bruno Mars                   | "Die with a Smile"     | - Gracie Abrams (com part. de Taylor Swift) – "Us" - Beyoncé (com part. de Post Malone) – "Levii's Jeans" - Charli xcx e Billie Eilish – "Guess" - Ariana Grande, Brandy e Monica – "The Boy Is Mine"                                         | [ 17 ] |

## Artistas com vários prêmios
Os seguintes artistas conquistaram duas ou mais vezes o Grammy de Melhor Performance de Dupla/Grupo Pop:
| Vitórias | Artistas   |
| -------- | ---------- |
| 3        | Lady Gaga  |
| 2        | Bruno Mars |
| 2        | SZA        |

## Artistas com várias indicações
Os seguintes artistas conquistaram duas ou mais indicações ao Grammy de Melhor Performance de Dupla/Grupo Pop:
| Indicações | Artistas                 |
| ---------- | ------------------------ |
| 5          | Coldplay                 |
| 4          | Ariana Grande            |
| 4          | Lady Gaga                |
| 4          | Maroon 5                 |
| 4          | Taylor Swift             |
| 3          | BTS                      |
| 3          | Christina Aguilera       |
| 3          | Justin Bieber            |
| 3          | Post Malone              |
| 3          | Tony Bennett             |
| 2          | Billie Eilish            |
| 2          | Bruno Mars               |
| 2          | Camila Cabello           |
| 2          | Charli xcx               |
| 2          | Doja Cat                 |
| 2          | Florence and the Machine |
| 2          | Justin Timberlake        |
| 2          | Pharrell Williams        |
| 2          | Rihanna                  |
| 2          | SZA                      |
| 2          | The Chainsmokers         |
| 2          | Wiz Khalifa              |
| 2          | Zedd                     |